# Ballyclerahan
Ballyclerahan (kurz: Clerihan, irisch Baile Uí Chléireacháin; dt.: „Ort des Ó Cléireacháin“) ist eine Landstadt im County Tipperary im zentralen Binnenland der Republik Irland. Ballyclerahan liegt im Nordosten des Countys und hatte bei der Volkszählung 2022 eine Einwohnerzahl von 830 Menschen.

## Lage
Ballyclerahan liegt etwa fünf Kilometer nordnordwestlich von Clonmel. Die R688 verbindet Clonmel über Ballyclerahan mit Cashel.
Etwa sechs Kilometer südwestlich von Ballyclerahan liegt Moorstown Castle.